# اتفاقية النقاط الست
هي الاتفاقية التي وقعت في 11 نوفمبر 1973 بين مصر وإسرائيل خلال فترة وقف إطلاق النار إبان حرب أكتوبر بناءً على مباحثات الكيلو 101 ووقع الاتفاقية عن مصر اللواء / عبد الغني الجمسي وعن إسرائيل الجنرال / أهارون ياريف وبحضور الجنرال سيلاسفيو ممثلاً للأمم المتحدة.:472:473

## بنود الاتفاقية
1. يتعين على مصر وإسرائيل أن تلتزما بدقة وقف إطلاق النار الذي دعا إليه مجلس الأمن التابع للأمم المتحدة
2. تبدأ المباحثات فوراً بين البلدين بهدف تسوية مسألة العودة إلى خطوط 22 أكتوبر ضمن خطة لاتفاق لفك الاشتباك وفصل القوات تحت إشراف الأمم المتحدة
3. يتعين أن تحصل مدينة السويس على إمدادات يومية من الطعام والماء والأدوية ونقل الجرحى منها
4. لا تفرض أي عوائق تمنع نقل إمدادات غير عسكرية إلى الضفة الشرقية للقناة
5. تحل مراكز تفتيش تابعة للأمم المتحدة محل المراكز الإسرائيلية على طريق القاهرة - السويس وفي نهاية الطريق من جانب السويس يمكن للضباط للإسرائيليين أن يشتركوا مع مسئولي الأمم المتحدة في التحري عن طبيعة الإمدادات غير العسكرية
6. حالة أن تتم إقامة نقاط التفتيش التابعة للأمم المتحدة على طريق القاهرة - السويس يبدأ تبادل أسرى الحرب بمن فيهم الجرحى